# 本田奈也花
本田 奈也花（ほんだ ななか、1998年2月15日 - ）は、RKB毎日放送アナウンサー。

## 経歴
長崎県長崎市出身。高祖父は江戸時代半ばに創業し、長崎県の特産品べっ甲細工を製造販売してきた江崎べっ甲店（2020年6月末に閉店）の6代目江崎栄造。一族の末裔に美容師のエザキヨシタカがいる。 
中学時代はオーケストラ部に所属（バイオリン担当）。
長崎市立諏訪小学校・長崎県立長崎東高等学校・青山学院大学を卒業してRKB毎日放送へ2020年に入社。同期入社は冨士原圭希。
大学3年時の2018年、第34期学生キャスターとして『BSフジNEWS』（BSフジ）に出演していた。学生キャスター同期は舘山聖奈（関西テレビアナウンサー）。
松下由依（九州朝日放送アナウンサー）とは、同じアナウンススクール（フジテレビアナウンストレーニング講座アナトレ及びテレビ朝日アスク）に通い、就職先が同じ在福民放局（本田と冨士原はRKB、松下がKBC）から内定を受けたときは、お互い喜びあったことを2021年9月8日放送のKBCラジオ「マツシタユイチューブ」にて、本田が他局のゲスト出演した際に語っている。現在も本田が「ゆいちゃん」、松下が「ななか」と呼び合って連絡を取り合うほど親交を深めている。ちなみに「同期の冨士原も同じアナウンススクールだった」と述べている。
入社が1年先輩の辻満里奈（2022年9月退職後、現フリー）とはRKBラジオ「ほめ×ほめナイト」メインパーソナリティを一緒にやったり、お互いバレエ経験者と共通点が多く、「つじまりバレエ団」のユニットを組んでいる。
幼少期（2歳頃）からハロープロジェクトのファンであり、ファン歴は20年以上である。また、宝塚歌劇団も好きである事を公言している。

## 人物
趣味はお笑い・舞台観賞。
特技は踊ること（特にハロプロ）・バイオリン・ピアノ。

## 現在の担当番組

### テレビ
- タダイマ!（ニュース及びフィールドキャスター担当、2025年度より金曜日MCも担当）
- RKB NEWS（不定期）
- 別府大分毎日マラソン中継（大分放送との共同制作によるJNN全国ネット番組）
  - 2022年2月6日開催の第70回大会中継から、スタート地点のリポートを担当[注釈 5]。

### ラジオ
- カリメン（水曜カリパーソナリティー[注釈 6]）
- ほめ×ほめナイト
- RKB50ニュース（不定期）

### YouTube
- 細かすぎる福岡のニュース（仮）（RKBオンライン）

## 過去の出演番組

### テレビ
- ソコトラ（MC・水曜日）
- まちプリ（リポーター）
- ゴゴスマ -GO GO!Smile!-（2025年8月14日、友廣南実〈CBCテレビアナウンサー〉の代打アシスタント）[8]-->

### ラジオ
- ホークス&スポーツ
- 櫻井浩二 インサイト（月曜・火曜：2021年9月27日 - 2022年3月22日）
- RKBエキサイトホークス（ベンチリポート：2021年7月 - 同年シーズン終了まで不定期で担当）
- マツシタユイチューブ（KBCラジオ：2021年9月8日。前週には同期の冨士原も出演した）